# Johann Stolterfoht (Ratsherr)
Johann Stolterfoht, auch Hans Stolterfoht (* um 1495 in Reval; † 29. September 1548 in Lübeck) war ein deutscher Ratsherr der Hansestadt Lübeck.

## Leben
Johann Stolterfoht gehörte 1529 einem Bürgerausschuss an, zu dessen Sprechern Harmen Israhel gehörte. Dieser Ausschuss verlangte vom Rat als Vorleistung für die Erhebung neuer Steuern die Offenlegung der Einnahmen und Ausgaben. Die zusätzliche, besonders von Israhel erhobene Forderung nach evangelischen Predigern unterstützte Stolterfoth ausdrücklich nicht.
Er wurde 1530 in den Lübecker Rat gewählt. Er war zur Zeit seiner Ratswahl strenger Katholik. In der Wullenwever-Zeit musste er als Gegner Wullenwevers mit anderen gleichgesinnten Ratsherren am 11. April 1534 aus dem Lübecker Rat austreten und erhielt Hausarrest. Am 12. November 1534 trat er wieder in den Lübecker Rat ein. Stolterfoht war von 1540–1541, 1543–1544 und 1546–1547 Kämmereiherr der Stadt.
Er heiratete 1526 Elisabeth Lüneburg, eine Tochter des Lübecker Bürgers Thomas Lüneburg und Enkelin von Heinrich Brömse. Sein Sohn, der Tuchhändler Arnold Stolterfoht, starb schon 1561. Er war der Vater des Pastors Johann Stolterfoht.